# Seznam labských přívozů v Čechách

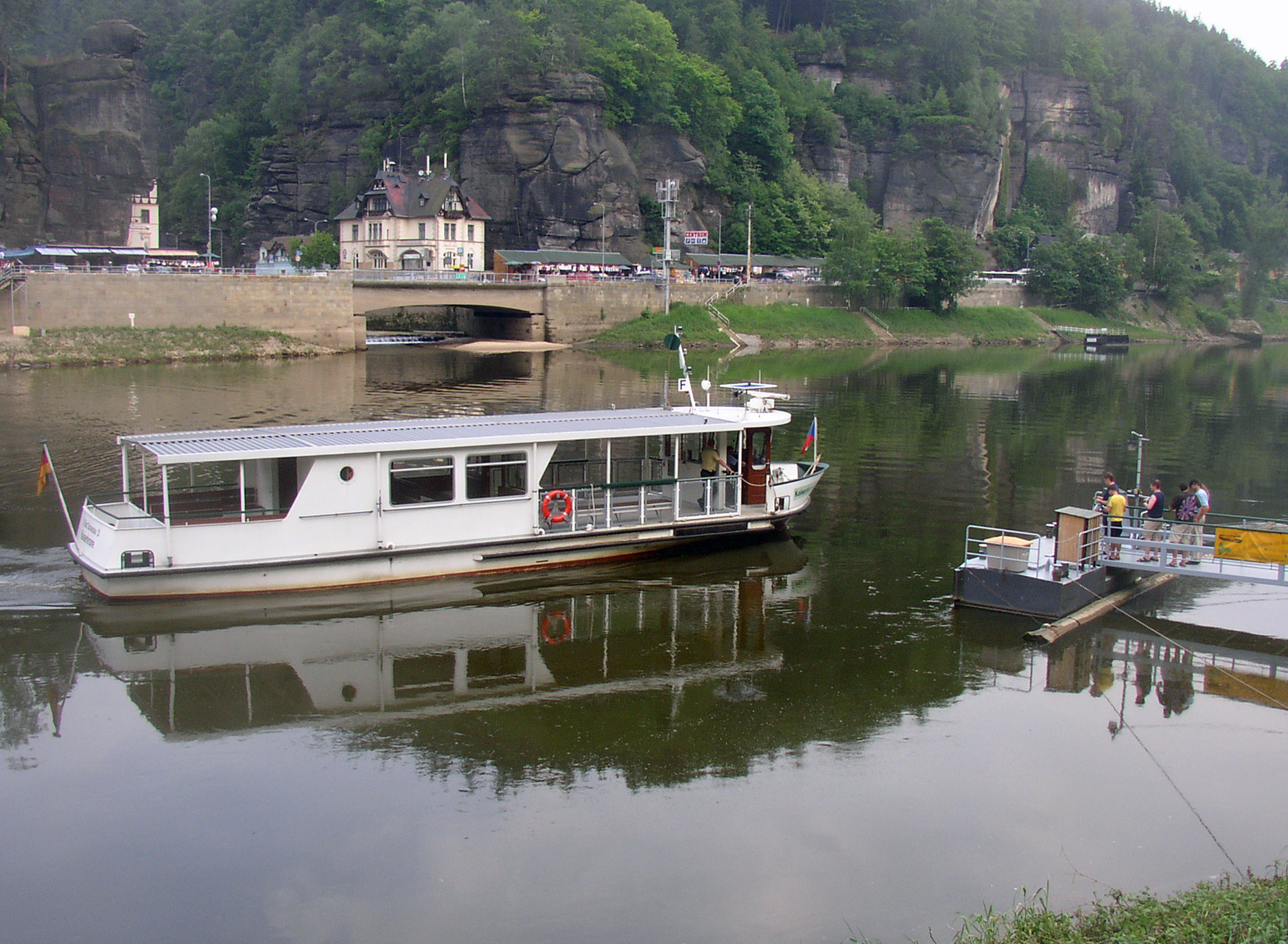
Přívoz mezi Hřenskem a Schönou je jediným vodním hraničním přechodem ČR.

Seznam přívozů na české části Labe obsahuje zjištěné říční přívozy provozované zejména v 20. a 21. století na řece Labi. Je podle možností řazen po směru toku.

## Současné přívozy

### Nad soutokem s Vltavou
- (řkm 72,83) Přívoz Oseček u Poděbrad, 1836–1978, do roku 1978 osobní i nákladní motorový přívoz s horním vodičem. V roce 2006 obnoven v sezonním provozu jako osobní přívoz, motorová loďka bez jištění. Viz samostatný článek.

### Pod soutokem s Vltavou

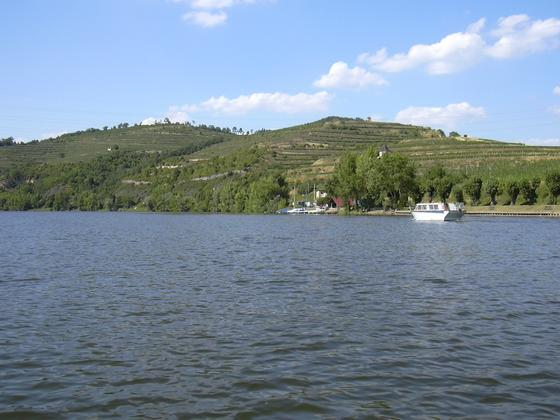
Labe z přívozu u Žernosek

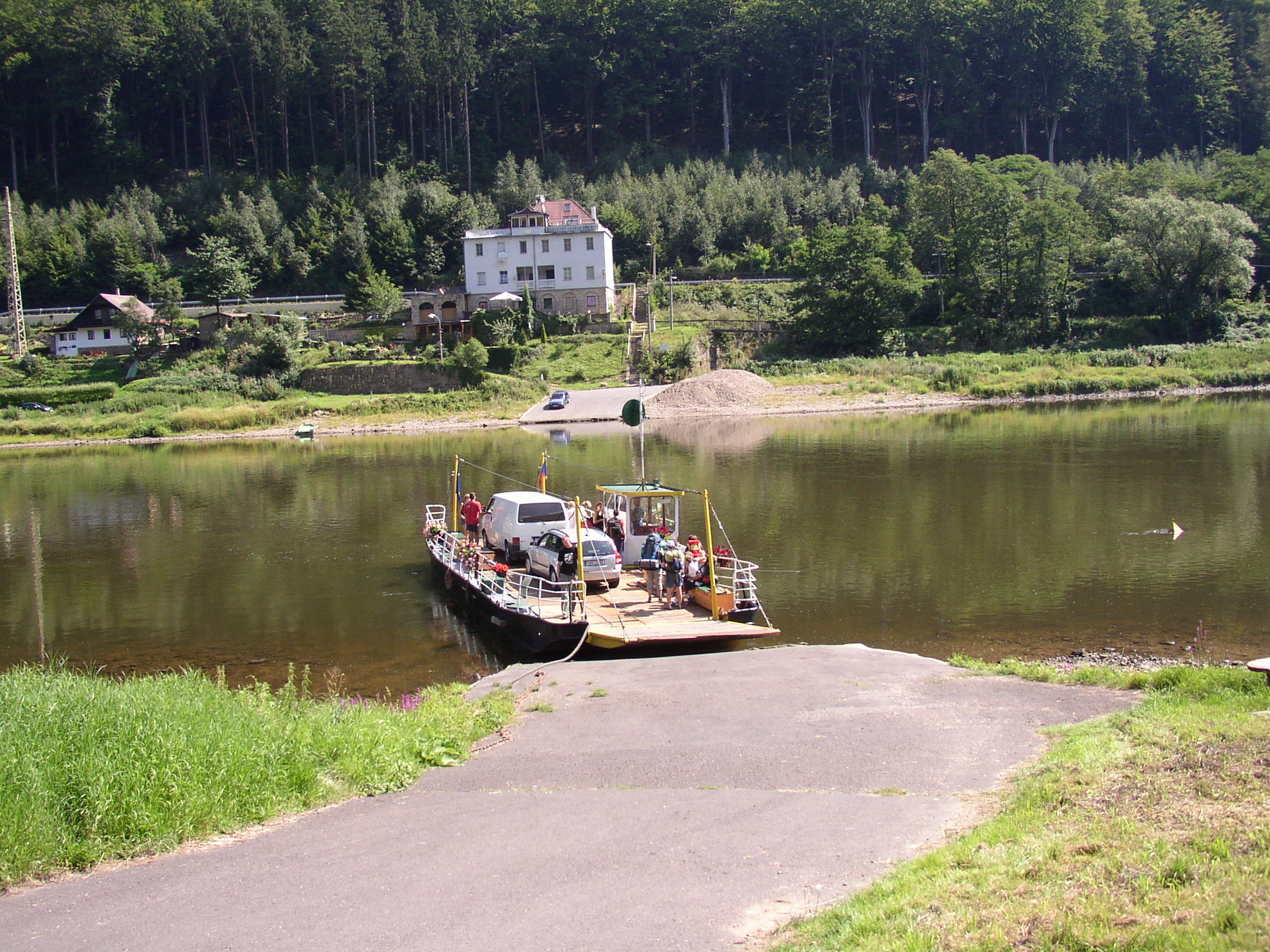
Přívoz v Dolním Žlebu

- Nučnice – Nučničky. Motorový parník. V provozu v půlhodinovém intervalu, od dubna do října od 8 hodin, do poloviny září do 20 hodin, poté do 19 hodin. V roce 2009 přívoz obnovil Václav Rožec.[1] Provozuje obec Travčice. Základní jízdné pro dospělého je 25 Kč.[2]
- Litoměřice – Terezín: Od začátku června 2023 je v provozu linka T93, kterou obsluhuje dopravce Autobusy Karlovy Vary, a.s. Linka odplouvá z Lodního náměstí v Litoměřicích, překoná Labe a proti proudu Ohře pokračuje do Terezína.[3]
- Lovosice (zámek) – Píšťany. Provozuje pan Stanislav Svoboda. Jen v letní sezoně (od začátku května do konce září), denně od 8 do 20 hodin. Přeprava osob a jízdních kol, převážně turistický účel (doprava k píšťanskému jezeru).
- Velké Žernoseky – Malé Žernoseky: (U severního okraje Lovosic). Přeprava osob, kol, kočárků. Provoz mimo ledna denně. Loď se jmenuje podle starostky Velkých Žernosek Ludmila. Prám si obec dosud nepořídila z finančních důvodů. Provozovatel: obec Malé Žernoseky.  Z jízdného jsou hrazeny provozní náklady, plat převozníka hradí obec v rámci programu veřejně prospěšných prací. V dlouhodobém výhledu se uvažuje o výstavbě mostu nebo komunikace po hrázi uvažované přehrady. Viz samostatný článek.
- Přívoz Církvice – Dolní Zálezly: přepravuje cestující mezi levým břehem Labe od přístavního můstku v Dolních Zálezlech v blízkosti vlakového nádraží, a pravým břehem k přístavnímu můstku v Církvicích u kostela. Spojuje tak cyklotrasy 3090, 3091 a 3092 na levém břehu s pravobřežní cyklotrasou číslo 2, „Labskou stezkou“. Slouží tak nejen místním obyvatelům, ale i cyklistům a turistům. Motorový katamarán s kapacitou 11 osob je přizpůsoben i pro převoz zdravotně postižených osob na invalidních vozících. Doba plavby je cca 7 minut. Přívoz je v provozu o víkendech a stejně tak ve všedních dnech s hodinovým intervalem, z Církvic vyplouvá od 9 do 18 hodin vždy v celou hodinu a z Dolních Zálezel o půl hodiny později zpět. Nejrychleji lze převést osoby za cca 5 minut a v případě zájmu jen jako vyhlídkové okružní jízdy přívoz jezdí pomaleji. Přívoz takto bude jezdit do 16. září 2019. Následně bude přívoz pronajímán. Provozovatelem je Josef Třešňák. Trasou 860 metrů je údajně nejdelším přívozem v republice.[4] Podle článku z roku 2015 jezdí „už několik let“.[4] Pravdou však je, že aktuální přívoz začal jezdit v roce 2019 a je nástupcem přívozu starého, který převážel do roku 2013. Ten ale převážel pouze z dolních Zálezel do Sebuzína. Tomu může i napovídat název blízké autobusové zastávky: „Sebuzín, přívoz“.
- Přívoz Marie: Ústí nad Labem-přístav Vaňov – termální koupaliště Brná. Přepravu podle ČTK zajišťovalo výletní a historické plavidlo Marie z roku 1928. Převážel pan Míček. Podle ČTK v roce 2005 nebyla loď v provozu, protože se provozovateli (Technické služby Ústí nad Labem) nepodařilo najít kvalifikovaného kormidelníka, na webu údajného provozovatele však výslovná zmínka o vodní dopravě není a nabídka práce na lodi také ne. V letech 2015 a 2016 společnost Auto moto Jiroušek inzerovala víkendovou letní dopravu lodí Marie na trase Vaňov – Píšťany, okrajově na webu zmiňuje možnost převozu na trase Vaňov–Brná nebo Vaňov–Střekov, a to vždy po domluvě pro minimálně 5 osob nebo za 150 Kč.[5]
- Přívoz Svádov – Neštěmice. Osobní přívoz vhodný i pro cyklisty, katmarán pro 12 osob. Memá pevný jízdní řád, jezdí denně od 10 do 18 hodin na signál.[6] Mimo zimu, zřejmě od dubna, ale v roce 2015 až do konce roku a uvažovalo se o celoročním provozu.[4] Provozovatelem a kapitánem je Josef Třešňák.[7] Přívoz zaveden v roce 2015.[4]
- Velké Březno – Povrly, Neštědice: (Mezi Ústím nad Labem a Děčínem.) Osoby, kola, auta osobní i nákladní, traktory. Celoroční každodenní provoz. Provozní limity: nízký vodní stav cca pod 140 cm na vodočtu Ústí n.L. a vysoký vodní stav tj. přes 300 cm na vodočtu Ústí nad Labem. Je to významná spojnice mezi oběma břehy v prostoru mezi Ústím a Děčínem. Při zničujících záplavách v srpnu 2002 byl utržen ze svého stanoviště plavidly EVD, která se uvolnila v přístavu Ústí nad Labem. K večeru 5.6.2004 se přívoz se čtyřmi naloženými auty utrhl následkem skrytého poškození hlavního kotevního řetězu z roku 2002. Provozovatel: Jiří Štěpánek. Majitelé: Jiří Štěpánek a Tomáš Zedníček. Převozníci: Tomáš Zedníček, Jiří Štěpánek, Zdeněk Mikulec, Pavel Šulc.
- (řkm 103,95) Dolní Žleb: (okres Děčín) Na východním břehu končí u silnice I/62 mezi Hřenskem a Děčínem, na západním nedaleko železniční zastávky Dolní Žleb. Prám se spodním lanem poháněný proudem řeky. Přívoz vlastní město Děčín a pronajímá jej provozovateli, jímž je Labská plavební společnost s. r. o. Celodenně a celoročně, osoby a vozidla do 20 t. Viz samostatný článek.
- (řkm 107,84) Schöna – Hřensko: Jedná se o přeshraniční přívoz, jsou nutné doklady pro přechod hranice. Provozovatelem je Oberelbische Verkehrsgesellschaft Pirna-Sebnitz mbH (Hornolabská dopravní společnost). Provozovatelem přístavního můstku na české straně je obec Hřensko. Celodenně a celoročně, osoby a jízdní kola.

## Zaniklé přívozy

### Nad soutokem s Vltavou
- (řkm 100,30) - Chvaletice (Telčice), osobní motorový
- (řkm 91,20) - Veletov, osobní motorový
- (řkm 89,00) - Konárovice
- (řkm 83,70) - Kolín nad žel. mostem, nízký horní vodič
- Poděbrady – Obora (u mostu silnice II/611), osobní přívoz dočasně v provozu od začátku ledna do konce května 2009 po dobu rekonstrukce mostu. Převozník Pavel Faltys (v sezóně působící na přívoze v Osečku). V provozu od pondělí do soboty od 7:30 do 17 hodin v půlhodinovém intervalu, v případě potřeby i mimo interval. Provoz bezplatný, hrazen městem, přepraveno až 300 cestujících denně.[8]
- (řkm 64,10) - Poděbrady-Velké Zboží, osobní
- (řkm 55,80) - Nymburk–Drahelice, osobní a prámový s horním vodičem
- (řkm 53,00) - Doubrava, prámový se spodním vodičem
- (řkm 50,60) - Hradištko–Kostomlaty, osobní motorový přívoz, předtím osobní a prámový se spodním vodičem
- (řkm 37,50) - Sedlčánky, osobní a prámový s horním vodičem
- (řkm 36,40) - Čelákovice–Káraný, osobní, horní vodič. Od 16. března 2013 do 30. dubna 2014 (otevření nové lávky pro pěší) byl kvůli uzavření cesty pro pěší a cyklisty po hrázi zdymadla dočasně obnovený jako motorový osobní. Provozovala SP Praha s.r.o. (ta provozuje od roku 2014 i sezónní přívoz přes Vltavou v Úholičkách), objednatelem bylo město Čelákovice. Nasazen byl motorový katamarán Vilda II, v 30minutových intervalech s možností mimořádných jízd navíc (je-li zaplaceno za dvě osoby). Přívoz je v poloze cca 300 m nad zdymadly. Základní jízdné pro osoby od 18 do 65 let bylo 20 Kč, pro ostatní osoby a invalidy poloviční, děti do 6 let zdarma, jízdní kola, kočárky a psi za 5 Kč, mopedy za 20 Kč. Byla též možnost zvýhodněného pětidenního jízdného: plnocenné za 100 Kč, zlevněné za 40 Kč.[9][10]
- (řkm 34,45) - Čelákovice, horní i dolní vodič, osobní
- (řkm 31,99) - Lázně Toušeň. S horním vodičem. Přívoz pochází z doby Václava II., doložen r. 1293, byl součástí solné stezky. 1. listopadu 1860 převzala přívoz do správy obec. Licenci měl František Bílý, převozníci František Bílý a Robert Lazar. Po dokončení nové lávky pro pěší v roce 2000 je přívoz mimo provoz.
- (řkm 30,60) - Zápy–Nový Vestec, spodní vodič, osobní i nákladní
- (řkm 28,80) - Brandýs nad Labem, osobní
- (řkm 22,20) - Křenek–Záryby
- (řkm 17,10) - Jiřice, osobní
- (řkm 16,90) - Jiřice, osobní s horním vodičem
- (řkm 13,70) - Lobkovice osobní a prámový se spodním vodičem
- (řkm 12,60) - Neratovice, osobní se spodním vodičem
- (řkm 12,15) - Neratovice, osobní s horním vodičem
- Štěpánův přívoz v Obříství: nejméně od 15. století. Podle pověsti jej provozoval sedlák Štěpán. S přívozem je spojena pověst o svatém Vojtěchovi, který byl ztýrán pohanskými převozníky – ve skutečnosti došlo k události v Prusku. K přívozu patří historická krčma, nyní restaurace Na Štěpáně. V roce 1678 majitel panství Jan Jiří Jáchym Slavata z Chlumu a Košumberka usiloval o převozníkovu dceru, k čemuž se vážou dramatické události. Provoz ukončen roku 1912 po otevření Štěpánského mostu. Posledním převozníkem byl Jan Vořechovský.
- (řkm 1,70) - Mělník–Hadík, osobní a prámový se spodním vodičem

### Pod soutokem s Vltavou
- Přívoz Štětí–Hněvice. Od středověku do roku 1973. V letech 2019–2020 dočasná náhradní doprava po dobu rekonstrukce mostu.
- (řkm 75,2) - Ústí nad Labem–Svádov, osobní a prámový kyvadlový a motorový (zastávka MHD se stále jmenuje Svádovský přívoz)
- (řkm 67,4) - Ústí nad Labem–Střekov, osobní motorový
- (řkm 80,9) - Malé Březno, osobní s horním vodičem
- (řkm 94,3) - Děčín, osobní s horním vodičem
- (řkm 92,3) - Děčín-Boletice nad Labem, osobní motorový závodový
- (řkm 90,2) - Děčín-Vilsnice, osobní s horním vodičem

## Nehoda
Na přívozu nedaleko Ústí došlo 8. září 1732 k nejvážnější nehodě v historii českého převoznictví i české lodní dopravy. Utopilo se 52 cestujících, vesměs poutníků do Bohosudova.